# Houma (Louisiana)
|  | Dieser Artikel wurde aufgrund von inhaltlichen Mängeln auf der Qualitätssicherungsseite des Projektes USA eingetragen. Hilf mit, die Qualität dieses Artikels auf ein akzeptables Niveau zu bringen, und beteilige dich an der Diskussion! Eine nähere Beschreibung der zu behebenden Mängel fehlt. |

Houma ist eine Stadt in den Sümpfen des Südstaaten-Bundesstaates Louisiana, USA. Das U.S. Census Bureau hat bei der Volkszählung 2020 eine Einwohnerzahl von 33.406 ermittelt.
Ihr Name wird im Englischen wie "home'ah" ausgesprochen. Die Stadt liegt im Terrebonne Parish, welches in Louisiana als County zählt. Wegen der Lage in den Sümpfen von Louisiana war die Stadt auch Schauplatz von Produktionen wie des Kinofilmes "The Skeleton Key – Der verbotene Schlüssel".

## Kultur
In Houma wird die Kultur der Cajun gepflegt.

## Söhne und Töchter der Stadt
- Allen J. Ellender (1890–1972), Politiker
- Ron Eschete (* 1948), Jazz-Gitarrist
- Wayne Péré (* 1965), Schauspieler
- Shane Gibson (1979–2014), Musiker
- Brandon Jacobs (* 1982), American-Football-Spieler
- Tramon Williams (* 1983), American-Football-Spieler
- Quvenzhané Wallis (* 2003), Schauspielerin